# Serie Mundial de 1997
La Serie Mundial de 1997 enfrentó a los Cleveland Indians, quienes jugaban su segunda Serie Mundial en tres años, contra los Florida Marlins, quienes habían impuesto un récord al llegar a la Serie Mundial en su quinta temporada de existencia. Los Marlins no eran favoritos (underdogs), pero lograron sorprender a todos cuando vencieron a los Indiands en siete juegos, convirtiéndose en el primer equipo comodín en ganar la Serie Mundial. El juego 7 fue decidido en extra innings con un sencillo de Edgar Rentería.
En el juego 6 hubo 67,498 espectadores, fue el juego de Serie Mundial con más gente en las butacas desde el juego 5 de la Serie Mundial de 1959, cuando en el estadio de fútbol americano Los Angeles Memorial Coliseum entraron 92,706 personas.

## Resumen
NL Florida Marlins (4) vs AL Cleveland Indians (3)
| Juego | Marcador                                                | Fecha         | Lugar              | Público |
| ----- | ------------------------------------------------------- | ------------- | ------------------ | ------- |
| 1     | Cleveland Indians - 4, Florida Marlins - 7              | 18 de octubre | Pro Player Stadium | 67,245  |
| 2     | Cleveland Indians - 6, Florida Marlins - 1              | 19 de octubre | Pro Player Stadium | 67,025  |
| 3     | Florida Marlins - 14, Cleveland Indians - 11            | 21 de octubre | Jacobs Field       | 44,880  |
| 4     | Florida Marlins - 3, Cleveland Indians - 10             | 22 de octubre | Jacobs Field       | 44,887  |
| 5     | Florida Marlins - 8, Cleveland Indians - 7              | 23 de octubre | Jacobs Field       | 44,888  |
| 6     | Cleveland Indians - 4, Florida Marlins - 1              | 25 de octubre | Pro Player Stadium | 67,498  |
| 7     | Cleveland Indians - 2, Florida Marlins - 3 (11 innings) | 26 de octubre | Pro Player Stadium | 67,204  |

|                                                         |
| Campeón de las Grandes Ligas Florida Marlins 1.º título |